# جوردي مارتين
جوردي مارتين (بالإسبانية: Jordi Vidal Martín Rojas)‏ (7 فبراير 1991 بأريثيفي في إسبانيا - ) هو لاعب كرة قدم إسباني في مركز الوسط. لعب مع ريال مدريد ج ونادي لاس بالماس ونادي لايايوا وAthens Kallithea F.C. ‏ والنادي الرياضي بكالوني.

## وصلات خارجية
- جوردي مارتين على موقع قاعدة بيانات كرة القدم.إي يو (الإنجليزية)
- جوردي مارتين على موقع Soccerway.com (الإنجليزية)